# روبرتا تاموندونغ
روبرتا أنجيلا "رو آن "سانتوس تاموندونغ (من مواليد 19 أكتوبر 2002) ممثلة وعارضة أزياء فلبينية وحاملة لقب ملكة جمال والتي توجت بينيبينينغ فيليبيناس غلوب الدولية 2022. مثلت الفلبين في مسابقة ملكة جمال غراند الدولية 2022 التي أقيمت في 25 أكتوبر 2022 في مركز سينتول الدولي للمؤتمرات في بوغور ريجنسي في مقاطعة جاوة الغربية، إندونيسيا وحصلت على المركز الخامس. توجت سابقًا بلقب ملكة جمال مراهقات ايكو الدولية 2020، حين في مثلت الفلبين في 5 ديسمبر 2020 في مسابقة ملكة جمال مراهقات إيكو الدولية في الغردقة، مصر وفازت باللقب. وهي أول فلبينية تفوز باللقب.

## روابط خارجية
- موقع بينيبينينغ فيليبيناس الرسمي
- روبرتا تاموندونغ على إنستغرام